# Blake Geoffrion
Pour les articles homonymes, voir Geoffrion.
Blake Geoffrion (né le 3 février 1988 à Plantation en Floride aux États-Unis) est un joueur professionnel américain de hockey sur glace d'origine canadienne.

## Biographie
Lorsque Geoffrion débute dans la Ligue nationale de hockey le 26 février 2011 ; il représente alors la quatrième génération de sa famille à jouer dans la ligue. Son arrière-grand-père, Howie Morenz est une légende du sport et est l'un des premiers membres du Temple de la renommée du hockey. Le grand-père de Geoffrion, Bernard « Boum-Boum » Geoffrion était également un joueur de grand talent et un membre du Temple de la renommée. Le père de Blake, Dan Geoffrion, ne connait pas le même succès qu'Howie ou Bernard et il ne joue que trois saisons dans la LNH.
Blake Geoffrion grandit dans la ville de Nashville, dans l'État du Tennessee et il commence à jouer au hockey de compétition dans les ligues mineures du système de hockey mineur de Nashville. En plus d'être le premier joueur originaire de la ville repêché par les Predators de Nashville, il est le premier joueur développé par le système de hockey mineur de Nashville de l'histoire du repêchage de la LNH. Geoffrion joue dans les rangs universitaires pour l'Université du Wisconsin à partir de la saison 2006-2007. Le 15 juin 2010 Blake Geoffrion signe un contrat avec les Predators de Nashville. Le 20 mars 2011, il inscrit son premier tour du chapeau en carrière contre les Sabres de Buffalo.
Il est échangé le 17 février 2012 aux Canadiens de Montréal, accompagné de Robert Slaney et d'un choix de 2e ronde au repêchage de 2012. En retour, les Predators obtiennent le défenseur Hal Gill et un choix conditionnel de 5e ronde au repêchage de 2013.  Il dispute son premier match dans l'uniforme de la Sainte-Flanelle le 28 février 2012, face au Lightning de Tampa Bay.
Il choisit de porter le numéro 57 en l'honneur de son grand-père et son arrière grand-père 5 pour Bernard Geoffrion et 7 pour Howie Morenz. Deux numéros retirés par le Tricolore qu'il peut admirer le 1er mars 2012 lors de son premier match au Centre Bell face au Wild du Minnesota.
Le 13 mars 2013, il annonce qu'il réfléchit à prendre sa retraite à la fin de la saison, en raison d'une blessure reçue à la tête en novembre 2012. Il prend officiellement sa retraite le 15 juillet 2013.

## Statistiques
| Saison     | Équipe                 | Ligue      |    | Saison régulière | Saison régulière | Saison régulière | Saison régulière | Saison régulière |   | Séries éliminatoires | Séries éliminatoires | Séries éliminatoires | Séries éliminatoires | Séries éliminatoires |
| Saison     | Équipe                 | Ligue      | PJ | B                | A                | Pts              | Pun              | PJ               | B | A                    | Pts                  | Pun                  |                      |                      |
| 2004-2005  | États-Unis U18         | NAHL       | 37 | 7                | 15               | 22               | 62               | -                | - | -                    | -                    | -                    |                      |                      |
| 2005-2006  | États-Unis U18         | NAHL       | 13 | 6                | 9                | 15               | 30               | -                | - | -                    | -                    | -                    |                      |                      |
| 2006-2007  | Badgers du Wisconsin   | NCAA       | 36 | 2                | 4                | 6                | 62               | -                | - | -                    | -                    | -                    |                      |                      |
| 2007-2008  | Badgers du Wisconsin   | NCAA       | 36 | 10               | 20               | 30               | 52               | -                | - | -                    | -                    | -                    |                      |                      |
| 2008-2009  | Badgers du Wisconsin   | NCAA       | 35 | 15               | 13               | 28               | 73               | -                | - | -                    | -                    | -                    |                      |                      |
| 2009-2010  | Badgers du Wisconsin   | NCAA       | 40 | 28               | 22               | 50               | 56               | -                | - | -                    | -                    | -                    |                      |                      |
| 2009-2010  | Admirals de Milwaukee  | LAH        | -  | -                | -                | -                | -                | 3                | 2 | 0                    | 2                    | 0                    |                      |                      |
| 2010-2011  | Admirals de Milwaukee  | LAH        | 45 | 11               | 26               | 37               | 38               | 1                | 0 | 2                    | 2                    | 2                    |                      |                      |
| 2010-2011  | Predators de Nashville | LNH        | 20 | 6                | 2                | 8                | 7                | 12               | 0 | 2                    | 2                    | 4                    |                      |                      |
| 2011-2012  | Predators de Nashville | LNH        | 22 | 0                | 3                | 3                | 17               | -                | - | -                    | -                    | -                    |                      |                      |
| 2011-2012  | Admirals de Milwaukee  | LAH        | 20 | 2                | 7                | 9                | 8                | -                | - | -                    | -                    | -                    |                      |                      |
| 2011-2012  | Bulldogs de Hamilton   | LAH        | 9  | 4                | 8                | 12               | 4                | -                | - | -                    | -                    | -                    |                      |                      |
| 2011-2012  | Canadiens de Montréal  | LNH        | 13 | 2                | 0                | 2                | 10               | -                | - | -                    | -                    | -                    |                      |                      |
| 2012-2013  | Bulldogs de Hamilton   | LAH        | 10 | 4                | 2                | 6                | 9                | -                | - | -                    | -                    | -                    |                      |                      |
| Totaux LNH | Totaux LNH             | Totaux LNH | 55 | 8                | 5                | 13               | 34               | 12               | 0 | 2                    | 2                    | 4                    |                      |                      |

## Trophées et honneurs personnels
- National Collegiate Athletic Association
  - 2010 : remporte le Trophée Hobey Baker

## Parenté dans le sport
- Fils du joueur Danny Geoffrion.
- Petit-fils du joueur Bernard Geoffrion.
- Arrière-petit-fils de Howie Morenz.